# Kunstacademie aan Zee
De Kunstacademie aan Zee (kortweg KaZ) is een Nederlandstalige kunstschool in Oostende. Ze biedt diverse opleidingen aan binnen de beeldende en audiovisuele kunsten voor alle leeftijden. Ze is gelegen in de Dokter Verhaeghestraat 7. De academie heeft ook een centrumafdeling in haar Kunstencampus in de Ieperstraat 35.

## Geschiedenis
De Kunstacademie werd in 1820 opgericht door François Bossuet. Michel Van Cuyck en François Bosuet waren de eerste leerkrachten van de “School voor Teeken- en Bouwkunde” in Oostende. In 1933 werd een comité opgericht, de Vrije Academie, die eerst plaatsvond op de zolder van de Koninklijke Stallingen en nadien in de Maria-Hendrikaschool. In 1940 ging de academie dicht ten gevolge van de tweede wereldoorlog.

## Na de tweede wereldoorlog
Het waren Gustaaf Sorel, Raoul Bonnel en Majoor Ernest De Taeye die de Academie terug konden heropenen. In 1948 werd ze ook erkend en gesubsidieerd door de Belgische Staat. Hierna werd Gustaaf Sorel (1905-1981) directeur. Onder zijn leiding verhuisde de Academie meerdere keren. Na zijn pensioen werd Willy Bosschem zijn opvolger. Het was zijn idee om de “Opendeurdagen” te organiseren in het schooljaar van 1977. De huidige directeur, Peter Defurne heeft ondertussen al meer dan 10 jaar de leiding van de Kunstacademie Oostende. In 2020 vierde de Academie haar 200ste verjaardag.

## Locaties
- Kerkstraat
- Witte Nonnenstraat 37
- Koninginnenlaan
- Vaartstraat
- Dr. Louis Colensstraat

## Tentoonstellingen
- 17-18 september 1982 - OPEN DEUR DAGEN
- 28-29 juni 1996 - Stedelijke Kunstacademie Oostende. Eindejaarstentoonstelling
- 25 april 1998 - Openatelierdag. Stedelijke Kunstacademie Oostende
- 25-27 juni 1998 - Stedelijke Kunstacademie Oostende. Eindjaarstentoonstelling
- 26-27 juni 1999 - Kunstacademie Oostende. sENSOR slot 'de Lente van Oostende'
- 3-24 juni 2000 - Stedelijke Kunstacademie Oostende. Beelden in de stad, werk van studenten
- 23-24 juni 2000 - Nooit te oud te jong voor kunstacademie Oostende. Eindejaarstentoonstellingen. Stedelijke kunstacademie
- 19 mei - 23 juni 2001 - Stedelijke kunstacademie Oostende. Beelden in de stad
- 25 mei - 24 juni 2002 - Stedelijke Kunstacademie Oostende. Beelden in de stad.
- 28-29 juni 2002 - Stedelijke Kunstacademie Oostende
- 24 mei - 23 juni 2003 - Werk van leerlingen. Beelden in het Westerkwartier. Stedelijke Kunstacademie Oostende
- 20-21 juni 2003 - Eindejaarstentoonstelling. Stedelijke Kunstacademie Oostende Hoofdschool
- 24-25 juni 2011 - Expo. Eindejaarstentoonstelling 2011. Kunstacademie aan Zee
- 22-23 juni 2012 - Le de Tour d'Artistes. Eindexpo 2012. Kunstacademie aan Zee

## Extern linken
- Officiële website
- ARTOSO bv. (n.d.-a). mijnACADEMIETM